# Eupithecia senorita
Eupithecia senorita is een vlinder uit de familie spanners (Geometridae). De wetenschappelijke naam is voor het eerst geldig gepubliceerd in 2003 door Mironov.
De soort komt voor in Europa.